# لاوهولیک (مجموعه تلویزیونی)
لاوهولیک (انگلیسی: Loveholic; کره‌ای: 러브홀릭) یک مجموعه تلویزیونی کره جنوبی سال ۲۰۰۵ با بازی کانگ‌تا، کیم گیو ری، لی سون کیون و یو این یونگ است. این مجموعه از ۲ مه تا ۲۱ ژوئن ۲۰۰۵، روزهای دوشنبه و سه‌شنبه ساعت ۲۱:۵۵ (کی‌اس‌تی) از کی‌بی‌اس۲ برای ۱۶ قسمت پخش شد.